# Lista de personagens de Golpe de Sorte

Logótipo da série.

Abaixo está a lista do elenco da série da SIC, Golpe de Sorte, criada por Vera Sacramento. Estreou a 27 de maio de 2019 e terminou a 20 de fevereiro de 2021. A série segue a vida de Maria do Céu, uma mulher que vende frutas num mercado e é cercada por um turbilhão quando ganha o Euromilhões.
A série teve um telefilme que estreou a 21 de dezembro de 2019.

## Elenco

### Elenco principal
| Ator/Atriz        | Personagem                                                                        | Temporada       | Temporada       | Temporada       | Temporada       |
| Ator/Atriz        | Personagem                                                                        | 1               | 2               | 3               | 4               |
| ----------------- | --------------------------------------------------------------------------------- | --------------- | --------------- | --------------- | --------------- |
| Maria João Abreu  | Maria do Céu Garcia                                                               | Principal       | Principal       | Principal       | Principal       |
| Dânia Neto        | Sílvia Mira / Miriam Barbosa Sousa Vale (nome falso) / Madre Dolores (nome falso) | Principal       | Principal       | Principal       | Principal       |
| Dânia Neto        | Andreia Mira                                                                      | Does not appear | Does not appear | Does not appear | Principal       |
| Jorge Corrula     | Rafael Garcia Toledo / Caio Amaral Garcia / Jorge Montalvão (nome falso)          | Principal       | Principal       | Principal       | Principal       |
| Manuela Maria     | Preciosa Toledo                                                                   | Principal       | Principal       | Principal       | Principal       |
| José Raposo       | José Luís Toledo                                                                  | Principal       | Principal       | Principal       | Principal       |
| Isabela Valadeiro | Telma Alexandra Garcia                                                            | Principal       | Principal       | Principal       | Principal       |
| Ângelo Rodrigues  | Bruno Garcia                                                                      | Principal       | Principal       | Principal       | Principal       |
| Carolina Carvalho | Jéssica Toledo Garcia                                                             | Principal       | Principal       | Principal       | Principal       |
| Diana Chaves      | Leonor Alves Craveiro / Alice Barreto (nome falso)                                | Recorrente      | Principal       | Principal       | Does not appear |
| Pedro Barroso     | José Núncio Castro                                                                | Does not appear | Does not appear | Does not appear | Principal       |
| Madalena Almeida  | Lara de Jesus                                                                     | Does not appear | Does not appear | Does not appear | Principal       |
| Diogo Martins     | Fábio Guerreiro                                                                   | Does not appear | Does not appear | Does not appear | Principal       |
| Mariana Pacheco   | Rubi Ferraz                                                                       | Does not appear | Does not appear | Does not appear | Principal       |

### Elenco recorrente
| Ator/Atriz           | Personagem                                                  | Temporada       | Temporada       | Temporada       | Temporada       |
| Ator/Atriz           | Personagem                                                  | 1               | 2               | 3               | 4               |
| -------------------- | ----------------------------------------------------------- | --------------- | --------------- | --------------- | --------------- |
| Rui Mendes           | Natário Garcia                                              | Recorrente      | Recorrente      | Recorrente      | Recorrente      |
| Vítor Norte          | Horácio Toledo                                              | Recorrente      | Recorrente      | Recorrente      | Recorrente      |
| Carmen Santos        | Lúcia Garcia                                                | Recorrente      | Recorrente      | Recorrente      | Recorrente      |
| Henriqueta Maya      | Cremilde Reis                                               | Recorrente      | Recorrente      | Recorrente      | Recorrente      |
| Rosa do Canto        | Maria Amália de Jesus Silva Reis                            | Recorrente      | Recorrente      | Recorrente      | Recorrente      |
| Helena Laureano      | Rosanne Toledo                                              | Recorrente      | Recorrente      | Recorrente      | Recorrente      |
| João Paulo Rodrigues | Justino «Tino» Sanganha                                     | Recorrente      | Recorrente      | Recorrente      | Recorrente      |
| Cecília Henriques    | Graciete Pompeu Sanganha                                    | Recorrente      | Recorrente      | Recorrente      | Recorrente      |
| José Carlos Pereira  | Vítor «Vitinho»                                             | Adicional       | Recorrente      | Recorrente      | Adicional       |
| Ana Bustorff         | Madre Rosário                                               | Recorrente      | Recorrente      | Recorrente      | Does not appear |
| Ana Guiomar          | Patrícia Cruz                                               | Recorrente      | Recorrente      | Recorrente      | Does not appear |
| Oceana Basílio       | Teresa Dantas                                               | Recorrente      | Recorrente      | Recorrente      | Does not appear |
| Diogo Amaral         | Padre Aníbal Dantas                                         | Recorrente      | Recorrente      | Recorrente      | Does not appear |
| Pedro Laginha        | Carlos Alberto Nobrega                                      | Recorrente      | Recorrente      | Participação    | Does not appear |
| Duarte Gomes         | Cláudio Toledo                                              | Recorrente      | Recorrente      | Recorrente      | Does not appear |
| António Camelier     | Ricardo Assunção                                            | Recorrente      | Recorrente      | Participação    | Does not appear |
| João Paulo Sousa     | Xavier Reis                                                 | Recorrente      | Recorrente      | Recorrente      | Does not appear |
| Ricardo Carriço      | Gonçalo Vasques                                             | Adicional       | Recorrente      | Does not appear | Does not appear |
| Sara Norte           | Branca Lucena                                               | Recorrente      | Recorrente      | Recorrente      | Adicional       |
| Inês Monteiro        | Cíntia Novais                                               | Recorrente      | Recorrente      | Recorrente      | Recorrente      |
| Adriane Garcia       | Kelly Lazzaro                                               | Recorrente      | Recorrente      | Participação    | Does not appear |
| Elsa Valentim        | Eugénia Alves Craveiro                                      | Recorrente      | Recorrente      | Recorrente      | Does not appear |
| Matilde Serrão       | Beatriz «Bia»                                               | Recorrente      | Recorrente      | Recorrente      | Does not appear |
| Paulo Matos          | Alfredo Nogueira                                            | Does not appear | Recorrente      | Participação    | Does not appear |
| Miguel Raposo        | Duarte Godinho / Vasco (nome falso) / Serpente (pseudônimo) | Does not appear | Recorrente      | Does not appear | Adicional       |
| Rúben Gomes          | Pedro Albuquerque                                           | Does not appear | Does not appear | Does not appear | Recorrente      |
| Martinho Silva       | Nelson Farias                                               | Does not appear | Does not appear | Does not appear | Recorrente      |
| Raquel Tavares       | Liliana Barroso                                             | Does not appear | Does not appear | Does not appear | Recorrente      |
| Luís Simões          | Renato                                                      | Does not appear | Does not appear | Does not appear | Recorrente      |
| Bernardo Lobo Faria  | Paulo                                                       | Does not appear | Does not appear | Does not appear | Recorrente      |
| Rui Dionisio         | Rui Estrela / Guilherme Costa (nome falso)                  | Adicional       | Does not appear | Does not appear | Recorrente      |
| Carolina Frias       | Marina Piedade                                              | Does not appear | Does not appear | Does not appear | Recorrente      |
| Maria Ana Filipe     | Alexandra «Xana» Gaspar                                     | Does not appear | Does not appear | Does not appear | Recorrente      |
| Sílvia Chiola        | Sandra Nolasco                                              | Does not appear | Does not appear | Does not appear | Recorrente      |
| Elgar do Rosário     | Fernando Júnior Craveiro Garcia                             | Does not appear | Does not appear | Participação    | Recorrente      |
| Tomás Sousa          | Bruno «Bruninho» Toledo Garcia                              | Does not appear | Does not appear | Does not appear | Recorrente      |
| Ana Costa            | Carlota Toledo Garcia                                       | Does not appear | Does not appear | Does not appear | Recorrente      |

### Participação especial
| Ator/Atriz            | Personagem              | Temporada       | Temporada       | Temporada       | Temporada       |
| Ator/Atriz            | Personagem              | 1               | 2               | 3               | 4               |
| --------------------- | ----------------------- | --------------- | --------------- | --------------- | --------------- |
| Rogério Samora        | Fernando Alves Craveiro | Participação    | Does not appear | Does not appear | Does not appear |
| Marques d'Arede       | Artur Colaço            | Participação    | Does not appear | Does not appear | Does not appear |
| Margarida Carpinteiro | Rosa Jordão             | Does not appear | Does not appear | Does not appear | Participação    |
| Luís Aleluia          | Padre Alexandre Bento   | Does not appear | Does not appear | Does not appear | Participação    |

### Artistas convidados
| Artista                  | Personagem  | Temporada | Temporada | Temporada | Temporada | Episódio                       |
| Artista                  | Personagem  | 1         | 2         | 3         | 4         | Episódio                       |
| ------------------------ | ----------- | --------- | --------- | --------- | --------- | ------------------------------ |
| Cristina Ferreira        | Ela própria | Sim       | Não       | Não       | Não       | Episódio 3                     |
| Ana Malhoa               | Ela própria | Sim       | Não       | Não       | Não       | Episódio 22                    |
| Marco Paulo              | Ele próprio | Sim       | Não       | Não       | Não       | Episódio 27                    |
| Cláudio Ramos            | Ele próprio | Não       | Sim       | Não       | Não       | Episódio 61                    |
| Toy                      | Ele próprio | Não       | Sim       | Não       | Não       | Episódio 73                    |
| Maria Botelho Moniz      | Jogador     | Não       | Sim       | Não       | Não       | Episódio 78                    |
| João Baião               | Ele próprio | Não       | Não       | Sim       | Não       | Episódio 114                   |
| Augusto Canário & Amigos | Ele próprio | Não       | Não       | Não       | Sim       | Golpe de Sorte (4.ª temporada) |

### Elenco 1981
| Ator/Atriz           | Personagem          | Temporada | Temporada | Temporada | Temporada |
| Ator/Atriz           | Personagem          | 1         | 2         | 3         | 4         |
| -------------------- | ------------------- | --------- | --------- | --------- | --------- |
| Teresa Mello Sampayo | Maria do Céu Garcia | Sim       | Não       | Não       | Não       |
| Ricardo Raposo       | José Luís Toledo    | Sim       | Não       | Não       | Não       |
| Raquel Rocha Vieira  | Preciosa Toledo     | Sim       | Não       | Não       | Não       |
| —                    | Lúcia Garcia        | Sim       | Não       | Não       | Não       |

### Elenco 2006
| Artista         | Personagem            | Temporada | Temporada | Temporada | Temporada |
| Artista         | Personagem            | 1         | 2         | 3         | 4         |
| --------------- | --------------------- | --------- | --------- | --------- | --------- |
| Maria Marques   | Telma Garcia          | Sim       | Não       | Não       | Não       |
| —               | Bruno Garcia          | Sim       | Não       | Não       | Não       |
| Daniela Marques | Leonor Alves Craveiro | Sim       | Não       | Não       | Não       |

### Elenco adicional
| Ator/Atriz          | Personagem                      | Temporada       | Temporada       | Temporada       | Temporada       |
| Ator/Atriz          | Personagem                      | 1               | 2               | 3               | 4               |
| ------------------- | ------------------------------- | --------------- | --------------- | --------------- | --------------- |
| Sandra Santos       | Rita Colaço                     | Adicional       | Does not appear | Does not appear | Adicional       |
| Mara Prates         | Ilda                            | Adicional       | Adicional       | Adicional       | Does not appear |
| Marco Costa         | Agente da PJ                    | Adicional       | Adicional       | Adicional       | Does not appear |
| Lucinda Loureiro    | Rosa                            | Adicional       | Does not appear | Does not appear | Does not appear |
| Eric Santos         | Francisco Bento                 | Adicional       | Adicional       | Does not appear | Does not appear |
| Andreia Dinis       | Dália                           | Adicional       | Adicional       | Does not appear | Does not appear |
| Frederico Barata    | Serafim                         | Adicional       | Adicional       | Does not appear | Does not appear |
| Cátia Godinho       | Inês (Namorada de Ricardo)      | Adicional       | Does not appear | Does not appear | Does not appear |
| Eurico Lopes        | Sérgio (ex-namorado de Cíntia)  | Does not appear | Adicional       | Adicional       | Does not appear |
| Paulo Pinto         | Filipe (ex-namorado de Liliana) | Does not appear | Does not appear | Does not appear | Adicional       |
| Diogo Carmona       | Simão                           | Does not appear | Does not appear | Does not appear | Adicional       |
| Carlos Vieira       | Inspetor Bastos                 | Does not appear | Does not appear | Does not appear | Adicional       |
| Elmano Sancho       | Diretor do Museu                | Does not appear | Does not appear | Does not appear | Adicional       |
| Rui Luís Brás       | Dinis Dias                      | Does not appear | Does not appear | Does not appear | Adicional       |
| Diana Costa e Silva | Lígia Fragata                   | Does not appear | Does not appear | Does not appear | Adicional       |
| Patrícia Bull       | Valéria Braga                   | Does not appear | Does not appear | Does not appear | Adicional       |
| Luís Gaspar         | Manuel Moura                    | Does not appear | Does not appear | Does not appear | Adicional       |
| Maria Henrique      | Teodora Varejão                 | Does not appear | Does not appear | Does not appear | Adicional       |
| Pedro Diogo         | Nini                            | Does not appear | Does not appear | Does not appear | Adicional       |
| Diana Vassalo       | Isabel                          | Does not appear | Does not appear | Does not appear | Adicional       |
| João Brás           | Firmino                         | Does not appear | Does not appear | Does not appear | Adicional       |